# Vultee BT-13 Valiant
Il Vultee BT-13 Valiant fu un aereo da addestramento basico monomotore, biposto e monoplano ad ala bassa, sviluppato dall'azienda aeronautica statunitense Vultee Aircraft nei tardi anni trenta del XX secolo.
Realizzato su richiesta della United States Army Air Corps ed utilizzato dai reparti di addestramento della stessa e della United States Army Air Forces che le successe, venne ulteriormente sviluppato in una variante indicata come BT-15 Valiant nei reparti USAAC/USAAF e, nell'identica versione SNV per la United States Navy, utilizzata per la formazione dei piloti della marina statunitense e per i reparti aerei dei corpi a lei collegati, United States Marine Corps e United States Coast Guard.

## Storia del progetto
Nel 1938 Richard Palmer, a quel tempo progettista capo dell'ufficio tecnico della Vultee Aircraft, decise di avviare lo sviluppo di un aereo da caccia monomotore. In quello stesso periodo, lo United States Army, emise una specifica riguardante un aereo da addestramento avanzato da destinare ai reparti di formazione dei piloti dell'Air Corps, promettendo, se selezionato, un considerevole ordine di fornitura. Al fine di sfruttare tale opportunità economica, l'azienda suggerì a Palmer di adattare il suo progetto di massima modificandone la tipologia di utilizzo da caccia ad addestratore avanzato, sviluppo che darà origine al prototipo V-51.
Il velivolo risultava di impostazione, per l'epoca, convenzionale, costituito da una cellula interamente metallica abbinata a una velatura, anch'essa completamente metallica tranne le superfici di controllo ricoperte da tessuto, monoplana a sbalzo, montata bassa sulla fusoliera; quest'ultima integrava il lungo unico abitacolo biposto in tandem a disposizione di allievo pilota e istruttore. Altre particolarità tecniche riguardavano il posizionamento dei serbatoi del carburante annegati dentro il piano alare e un sistema idraulico atto ad azionare gli ipersostentatori sul bordo d'uscita (flap) e le gambe di forza retrattili degli elementi anteriori del carrello d'atterraggio.
Questo primo prototipo, equipaggiato con un motore Pratt & Whitney R-1340-S3H1-G Wasp, un radiale 9 cilindri raffreddato ad aria in grado di erogare una potenza pari a 600 hp (447 kW), volò per la prima volta il 24 marzo 1939.
Il V-51, al quale venne assegnata la designazione BC-51, venne sottoposto alle valutazioni dell'USAAC nel maggio 1939 perdendo la competizione con il concorrente North American BC-2; tuttavia il BC-51 venne comunque acquistato dall'esercito e, ridesignato BC-3, avviato a ulteriori valutazioni. Dopo questa esperienza negativa, Palmer decise di affinare ulteriormente il suo progetto, sviluppando il derivato VF-54, con l'obiettivo di proporre il modello sul mercato estero. Il nuovo velivolo utilizzava la stessa cellula di base del VF-51, equipaggiandola però con un motore di potenza inferiore e un carrello d'atterraggio fisso. Tuttavia, anche questa proposta non riscosse l'interesse sperato e l'azienda non riuscì a ottenere alcun ordine di fornitura.
Il successivo V-54 fu il risultato di un ulteriore perfezionamento che diede origine al VF-54A, intervenendo sul carrello che risultava migliorato, pur mantenendo la configurazione biciclo fisso con ruotino d'appoggio sotto la coda, sulle superfici di controllo dell'ala, ora ad azionamento manuale, e sulla propulsione, ora affidata a un Pratt & Whitney R-985-T3B Wasp Junior, dalla medesima architettura radiale 9 cilindri, ma da 450 hp (336 kW). Offerto in questa configurazione all'USAAC, riuscì a soddisfare le aspettative della commissione esaminatrice e nell'agosto 1939 l'azienda si vide recapitare un ordine di fornitura per 300 unità. Gli esemplari di serie, che ottennero la designazione ufficiale BT-13, vennero equipaggiati con la versione R-985-25 e di ugual potenza del radiale Pratt & Whitney, il primo dei quali consegnato nel giugno 1940.

## Varianti

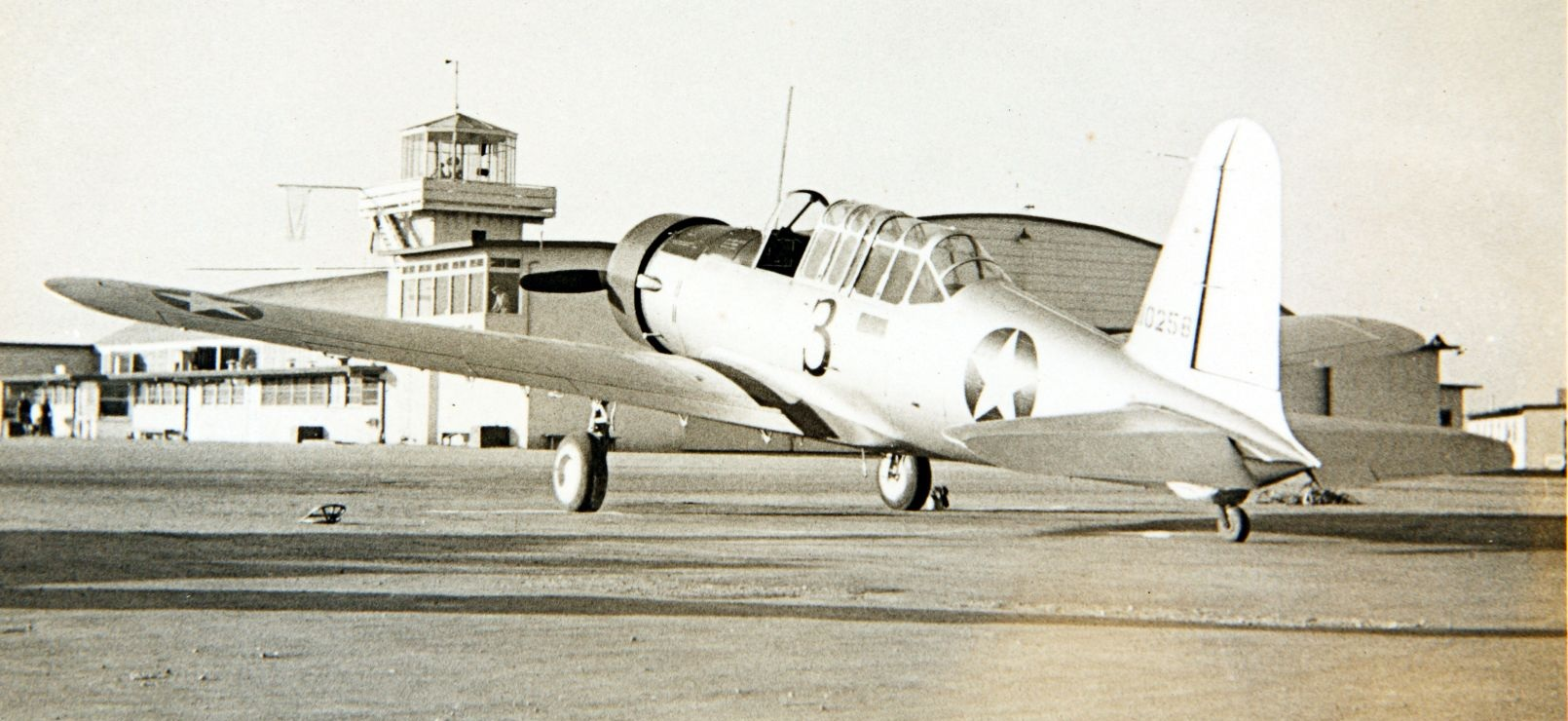
BT-15

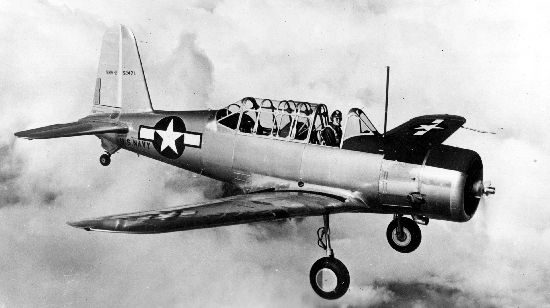
SNV-2

BC-3
Vultee Model V.51, dotato di carrello d'atterraggio retrattile, motorizzato con un radiale 9 cilindri Pratt & Whitney R-1340-45 raffreddato ad aria da 600 hp (447 kW), realizzato in un solo esemplare, nessuno sviluppo.
BT-13
Vultee Model V.54, versione a carrello fisso, motorizzato con un Pratt & Whitney R-985-25, sempre radiale 9 cilindri ma da 450 hp (336 kW), realizzato in 300 esemplari.
BT-13A
sviluppo del BT-13 con minimi dettagli e motorizzato con un R-985-AN-1 da 450 hp (336 kW), realizzato in 6 407 esemplari, quelli ancora in ordine di volo ridesignati T-13A nel 1948.
BT-13B
come il BT-13A ma dotato di impianto elettrico a 24 volt, realizzato in 1 125 esemplari.
BT-15
come il BT-13A ma motorizzato con un radiale 9 cilindri Wright R-975-11 da 450 hp (336 kW), realizzato in 1 693 esemplari.
XBT-16
designazione di una cellula di BT-13A ricostruita nel 1942 dalla Vidal con una fusoliera interamente in materiale plastico.
SNV-1
designazione dei BT-13A destinati ai reparti United States Navy, 1 350 esemplari trasferiti dalla United States Army Air Corps.
SNV-2
designazione dei BT-13B destinati ai reparti United States Navy, 650 esemplari trasferiti dalla United States Army Air Corps.
T-13A
nuova designazione, effettuata nel 1948, dei BT-13A ancora in ordine di volo a causa della doppia assegnazione di T-13 con il PT-13, e ancora identificato, pur non ufficialmente, come BT-13 per evitare confusione.

## Utilizzatori
Argentina
- Fuerza Aérea Argentina[4]
- Aviación Naval[4]

 Bolivia
- Cuerpo Aéreo Boliviano
- Fuerza Aérea Boliviana

operò con 37 BT-13 tra il 1942 e il 1958.
 Brasile
- Força Aérea Brasileira

operò con 120 BT-15.
 Cile
- Fuerza Aérea de Chile[4]

 Cina
 Colombia
- Fuerza Aérea Colombiana

operò con 14 BT-15.
 Cina
 Cuba
- Cuban Air Force

 Rep. Dominicana
- Dominican Air Force[4]

 Ecuador
- Fuerza Aérea Ecuatoriana

 Egitto
 El Salvador
- Fuerza Aérea Salvadoreña[4]

 Francia
- Armée de l'air[6]

 Guatemala
- Fuerza Aérea Guatemalteca[4]

 Haiti
- Haiti Air Corps[4]

 Honduras
- Fuerza Aérea Hondureña[4]

 Indonesia
- Tentara Nasional Indonesia Angkatan Udara[5]

 Israele
- Heyl Ha'Avir[5]

 Messico
 Nicaragua
- Fuerza Aérea de Nicaragua[4]

 Panama
 Paraguay
- Aviación Militar

operò con 10 BT-13A ricevuti grazie alla legge affitti e prestiti (Lend-Lease) tra il 1942 e il 1943, più altri due BT-13 comperati in Argentina nel 1947.
- Aviación Naval Paraguaya

operò con tre BT-13 donati dall'Argentina negli anni sessanta.
 Perù
- Fuerza Aérea del Perú[4]

 Filippine
 Stati Uniti
- United States Air Force
- United States Army Air Forces
- United States Navy

 Unione Sovietica
- Voenno-vozdušnye sily[senza fonte]

 Venezuela
- Aviación Militar Venezolana[4]
- Centro de Instruccion Aeronautica Civil

### Annotazioni
1. ↑  Il prefisso BT indicava il ruolo al quale era destinato: Basic Trainer, ovvero addestratore basico, che era un livello intermedio tra quello inferiore (PT - Primary Trainer) e un addestratore avanzato.

### Fonti
1. ↑  Swanborough e Bowers 1963, p. 461.
2. ↑  Parker 2013, pp. 107-120.
3. ↑  Wegg 1990, p. 158.
4. 1 2 3 4 5 6 7 8 9 10 11 12 13 14 15 16  Wegg 1990, p. 139.
5. 1 2 3 4  Wegg 1990, p. 160.
6. ↑  Wegg 1990, pp. 159-160.